# Encarsia seminigriclava
Encarsia seminigriclava är en stekelart som först beskrevs av Girault 1913.  Encarsia seminigriclava ingår i släktet Encarsia och familjen växtlussteklar. Inga underarter finns listade i Catalogue of Life.